# Австро-турска война (1716 – 1718)
Австро-турската война от 1716/18 г. се води между Свещената Римска империя и Османската империя. Тя е относително кратка, но важна с оглед геополитическите резултати – навлизане на австрийците на Балканите и установяване на владение над Банат, Белградския пашалък и Олтения, т.е. непосредствено и включително минимални територии над исторически български земи.
Установилия се близо две десетилетия мир по силата на договора от Карловац (1699) е приемливо дълъг за Османската империя и тя се подготвя за военен реванш след нанесеното ѝ унизително поражение в голямата турска война. 

## Ход на военните действия
Армия под предводителството на османския велик везир Мехмед Балтачи побеждава руската армия на Петър Велики в поредната Руско-турска война (1710-1713). Веднага след тази война избухва Венецианско-турска война (1714-1718) в която османците под предводителството на новия велик везир Али Дамат наново си възвръщат владението от венецианците на Морея през 1715 г.
Като реакция от тези събития, Австрия като гарант на изпълнението на мирния договор от Карловац се почувства застрашена от Османската империя, и в отговор на военните действия на Османската империя срещу останалите християнски сили провокира обявяването на война между Австрия и Османската империя.
Още на първата година от войната, през 1716 г., принц Евгений Савойски разбива османците при Петроварадин. Следва завладяване на Банат и неговия главен град Тимишоара през октомври 1716 г. На следващата година, австрийците обсаждат и превземат Белград, а Османската империя моли за мир през 1718 г. В резултат на това е сключен договорът от Пожаревац, по силата на който Османската империя трябва да предаде на Хабсбургите Мала Влахия, част от Банат, Смедеревския санджак с Белград и Северна Босна, а на Венеция някои крепости в Албания и острови в Йонийско море.

## Значение
Победата на Австрия (Свещената Римска империя) в тази краткотрайна война изиграва решителна роля за затвърждаване на европейските християнски успехи във войните срещу Османската империя. Това обстоятелство катализира и задълбочава процесите на разложение и разпад в Османската империя, извеждайки на преден план в Европа решението на източния въпрос. В европейските монархически дворове започва трайно и целенасочено да се мисли върху политическото бъдеще не само на Балканите, но и на Османската империя. Същевременно австрийската победа дава възможност за трайна интеграция на някогашните земи на унгарската корона към Хабсбургска Австрия. Въпреки променливите военни успехи на Австрия срещу Османската империя през 18 век, новообразуваната Руска империя успява след управлението на Екатерина Велика трайно да заздрави християнските успехи в европейския югоизток до края на века. Единствено Наполеоновите войни спасяват „османското наследство“ от възвръщането му към християнските корени. 